# Undercover (Ministry)
Undercover è un album di raccolta del gruppo musicale statunitense Ministry, pubblicato nel 2010 a nome Ministry & Co-Conspirators.

## Tracce
1. Iron Man (Black Sabbath cover) – 6:01
2. Stranglehold (Ted Nugent cover) – 4:09
3. N.W.O. – 5:29
4. Stigmata – 5:51
5. Purple Haze (The Jimi Hendrix Experience cover) – 4:10
6. Paranoid (Black Sabbath cover) – 3:56
7. Thunderstruck (AC/DC cover) – 4:20
8. Sharp Dressed Man (ZZ Top cover) – 4:01
9. Jesus Built My Hotrod (Remix) – 4:54
10. Rehab (Amy Winehouse cover) – 4:49
11. Every Day Is Halloween – 4:29
12. Paint It Black (The Rolling Stones cover) – 4:02
13. Khyber Pass – 6:50